# Vensnelloper
De vensnelloper (Agonum versutum) is een keversoort uit de familie van de loopkevers (Carabidae). De wetenschappelijke naam van de soort werd in 1824 gepubliceerd door Jacob Sturm.